# Simulium acutum
Simulium acutum är en tvåvingeart som först beskrevs av Patrusheva 1971.  Simulium acutum ingår i släktet Simulium och familjen knott. Inga underarter finns listade i Catalogue of Life.